# Шаров, Виктор Алексеевич
Ви́ктор Алексе́евич Шаро́в (род. 30 октября 1955, Иркутск) — нападающий; мастер спорта СССР (1981) по хоккею с мячом.

## Биография
Рост 178 см, 72 кг. Хоккеем начал заниматься в возрасте 8 лет в детской команде «Вымпел», первый тренер Н. Г. Ополев. Затем занимался в ДЮСШ «Локомотив». «Локомотив» (Иркутск) — 1973—1990, «Агрохим» (Березники) — 1990—1993. В высшей лиге чемпионатов СССР 297 матчей, 190 мячей (все в составе «Локомотива»). В розыгрышах Кубка страны 60 матчей, 65 мячей («Локомотив» — 58, 65; «Агрохим» — 2). Чемпион (1981, 1990) и серебряный призёр (1985) первенств РСФСР. В составе сборной РСФСР играл на международном турнире на приз редакции газеты «Советская Россия» (Иркутск, 1986). Дважды бронзовый призёр чемпионатов СССР среди юношей. Лучший бомбардир иркутского «Локомотива» всех лет. Обладал хорошо поставленным катанием, высокой скоростью и мощным ударом. В настоящее время проживает в г.Мытищи Московской области.

## Статистика выступлений в высшей лиге чемпионатов СССР
| Сезон | Клуб                  | Игры | Мячи |
| ----- | --------------------- | ---- | ---- |
| 1974  | «Локомотив» (Иркутск) | 8    | -    |
| 1976  | «Локомотив» (Иркутск) | 15   | 2    |
| 1977  | «Локомотив» (Иркутск) | 17   | 2    |
| 1978  | «Локомотив» (Иркутск) | 24   | 3    |
| 1979  | «Локомотив» (Иркутск) | 26   | 10   |
| 1980  | «Локомотив» (Иркутск) | 26   | 22   |
| 1982  | «Локомотив» (Иркутск) | 26   | 11   |
| 1983  | «Локомотив» (Иркутск) | 26   | 19   |
| 1984  | «Локомотив» (Иркутск) | 26   | 22   |
| 1986  | «Локомотив» (Иркутск) | 26   | 36   |
| 1987  | «Локомотив» (Иркутск) | 26   | 33   |
| 1988  | «Локомотив» (Иркутск) | 25   | 19   |
| 1989  | «Локомотив» (Иркутск) | 26   | 21   |
|       | Всего                 | 311  | 190  |

## Статистика выступлений в розыгрышах Кубка СССР и России
| Сезон | Клуб                  | Игры | Мячи |
| ----- | --------------------- | ---- | ---- |
| 1983  | «Локомотив» (Иркутск) | 6    | 10   |
| 1984  | «Локомотив» (Иркутск) | 6    | 8    |
| 1985  | «Локомотив» (Иркутск) | 7    | 10   |
| 1986  | «Локомотив» (Иркутск) | 7    | 10   |
| 1987  | «Локомотив» (Иркутск) | 6    | 3    |
| 1988  | «Локомотив» (Иркутск) | 10   | 12   |
| 1989  | «Локомотив» (Иркутск) | 10   | 10   |
| 1991  | «Локомотив» (Иркутск) | 6    | 2    |
| 1993  | «Агрохим» (Березники) | 2    | -    |
|       | Всего                 | 62   | 65   |